# Polen-Rundfahrt 2009
Die 66. Polen-Rundfahrt wurde vom 2. bis 8. August 2009 in sieben Etappen ausgetragen und führte über eine Gesamtdistanz von 1253,6 km von Warschau nach Krakau. Das Rad-Etappenrennen war Teil der UCI ProTour 2009.

## Teams
| AG2R La Mondiale Astana Bbox Bouygues Telecom Cofidis, le Crédit en Ligne Euskaltel-Euskadi Française des Jeux ISD | Caisse d’Epargne Garmin-Slipstream ISD-Sport-Donetsk Team Katusha Lampre-NGC Liquigas Team Milram | Quick Step Rabobank Team Saxo Bank Silence-Lotto Team Columbia-High Road Vacansoleil Team Poland |

## Etappen
| Etappe    | Tag       | Start–Ziel                       | km    | Etappensieger              | Gesamtwertung           |
| --------- | --------- | -------------------------------- | ----- | -------------------------- | ----------------------- |
| 1. Etappe | 2. August | Warschau                         | 108,0 | Borut Božič (VAC)          | Borut Božič (VAC)       |
| 2. Etappe | 3. August | Serock–Białystok                 | 219,1 | Angelo Furlan (LAM)        | Borut Božič (VAC)       |
| 3. Etappe | 4. August | Bielsk Podlaski–Lublin           | 225,1 | Jacopo Guarnieri (LIQ)     | André Greipel (THR)     |
| 4. Etappe | 5. August | Nałęczów–Rzeszów                 | 239,7 | Edvald Boasson Hagen (THR) | Jürgen Roelandts (SIL)  |
| 5. Etappe | 6. August | Strzyżów–Krynica-Zdrój           | 163,0 | Alessandro Ballan (LAM)    | Alessandro Ballan (LAM) |
| 6. Etappe | 7. August | Krościenko nad Dunajcem–Zakopane | 162,2 | Edvald Boasson Hagen (THR) | Alessandro Ballan (LAM) |
| 7. Etappe | 8. August | Rabka-Zdrój–Krakau               | 136,5 | André Greipel (THR)        | Alessandro Ballan (LAM) |

## Trikots im Rennverlauf
| Etappe | Gesamt                  | Zwischensprint     | Berg                   | Punkte                 | Team                  |
| ------ | ----------------------- | ------------------ | ---------------------- | ---------------------- | --------------------- |
| 1.     | Borut Božič (VAC)       | David Loosli (LAM) | Błażej Janiaczyk (POL) | Borut Božič (VAC)      | keine Wertung bekannt |
| 2.     | Borut Božič (VAC)       | David Loosli (LAM) | Błażej Janiaczyk (POL) | Jürgen Roelandts (SIL) | keine Wertung bekannt |
| 3.     | André Greipel (THR)     | David Loosli (LAM) | Błażej Janiaczyk (POL) | André Greipel (THR)    | keine Wertung bekannt |
| 4.     | Jürgen Roelandts (SIL)  | David Loosli (LAM) | Błażej Janiaczyk (POL) | Jürgen Roelandts (SIL) | keine Wertung bekannt |
| 5.     | Alessandro Ballan (LAM) | David Loosli (LAM) | Pavel Brutt (KAT)      | Jürgen Roelandts (SIL) | keine Wertung bekannt |
| 6.     | Alessandro Ballan (LAM) | David Loosli (LAM) | Marek Rutkiewicz (POL) | Jürgen Roelandts (SIL) | keine Wertung bekannt |
| 7.     | Alessandro Ballan (LAM) | David Loosli (LAM) | Marek Rutkiewicz (POL) | Jürgen Roelandts (SIL) | Caisse d’Epargne      |